# 16 RPM

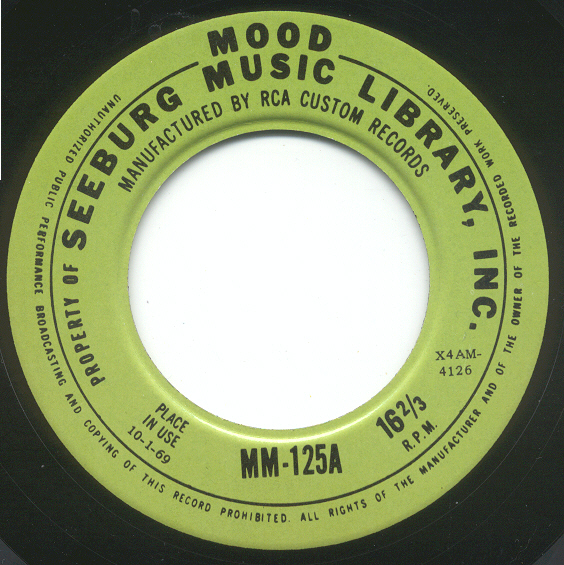
Serie de discos Mood de 16 RPM.

16 RPM (16 revoluciones por minuto o 16 ⅔ RPM) es un acrónimo de un tipo de grabación en discos de vinilo, su baja velocidad permite grabar en extrema duración. Sin embargo el formato fue muy efímero, se dejó de fabricar tocadiscos con esa velocidad a mediados de los años 1970.

## Breve historia
Fue creado con la idea de producir registros sonoros que no necesiten demasiada fidelidad de sonido ni música, se pensó para grabaciones de cuentos infantiles, libros (entre ellos la Biblia), solo la requerida para ser bien escuchada. Este formato nunca fue muy difundido, y si bien era habitual a principios de los años 1970 ver tocadiscos con esta velocidad, nunca se produjeron discos en forma masiva. Desde su lanzamiento hasta su absoluta desaparición, hubo un muy corto periodo en que se publicaron estos discos, y en muy poca cantidad, por esta razón estos discos son considerados verdaderas reliquias de coleccionistas, mucho más difíciles de conseguir que los discos de 78 RPM.
Además de la baja velocidad que traía una gran duración en tiempo de reproducción, la púa para este formato era de un cuarto de tamaño de las púas convencionales.
Pese a ser ideado para propósito de sonido con baja fidelidad, se llegaron a editar grabaciones musicales, por su baja velocidad el "ruido a púa" era más notable, por eso éstas tenían que estar ecualizadas en un volumen alto, y tener la precaución de que la canción fuera "tranquila", o sea no tuviera saltos de volumen. Esto y la alta duración del disco causaban que fuera más costoso.
También se intentó usar por el pequeño tamaño (siete pulgadas) y su baja velocidad (o sea su gran duración) para escuchar estos discos en el automóvil; esta idea también fracasó, en realidad todo tocadiscos en un automóvil no tuvo éxito, porque el automóvil tendría que estar estacionado para que el tocadiscos funcionara correctamente.
Este formato de discos fracasó totalmente hasta llegar al punto de no venderse más.
Este formato en un disco de siete pulgadas llegaba a durar de 15 a 20 minutos, en un disco de doce pulgadas llegaba a durar casi dos horas.